# Lerista rhodonoides
Espèce
Synonymes
- Ablepharus rhodonoides Lucas & Frost, 1896
- Lygosoma goerlingi Ahl, 1935

Lerista rhodonoides est une espèce de sauriens de la famille des Scincidae.

## Répartition
Cette espèce est endémique d'Australie. Elle se rencontre en Australie-Occidentale, dans le Territoire du Nord, au Queensland, en Nouvelle-Galles du Sud, en Australie-Méridionale et au Victoria.

## Publication originale
- Lucas & Frost, 1896 : Description of a new species of Ablepharus from Victoria, with critical notes on two other Australian lizards. Proceedings of the Linnean Society of New South Wales, vol. 21, suppl., p. 281-283 (texte intégral).